# Georg Preidler
Georg Preidler (Waldstein, 17 juni 1990) is een Oostenrijks wielrenner die reed voor Groupama-FDJ.
In 2016 eindigde Preidler in de wegwedstrijd op de Olympische Spelen in Rio de Janeiro op plek 44; vier dagen later werd hij zestiende in de tijdrit. In 2015, 2017 en 2018 werd Preidler kampioen van Oostenrijk in het tijdrijden. In maart 2019 kwam Preidler in opspraak wegens betrokkenheid bij een dopingaffaire, Operatie Aderlass.

## Resultaten in voornaamste wedstrijden
| Jaar | Ronde van Italië | Ronde van Frankrijk | Ronde van Spanje |
| ---- | ---------------- | ------------------- | ---------------- |
| 2012 |                  |                     |                  |
| 2013 |                  |                     | 36e              |
| 2014 | 27e              |                     |                  |
| 2015 |                  | 87e                 |                  |
| 2016 | 26e              | 56e                 |                  |
| 2017 | 71e              |                     |                  |
| 2018 | 29e              |                     | opgave           |

| Jaar | Milaan-San Remo | Amstel Gold Race | Luik-Bast.‑Luik | Ronde van Lombardije | Waalse Pijl |  | WK op de weg |  | Wereldranglijsten |
| ---- | --------------- | ---------------- | --------------- | -------------------- | ----------- |  | ------------ |  | ----------------- |
| 2012 | 137e            |                  | opgave          |                      | 121e        |  |              |  |                   |
| 2013 |                 |                  |                 | opgave               | 27e         |  | opgave       |  | 193e (UWT)        |
| 2014 |                 |                  |                 | 82e                  |             |  | 68e          |  |                   |
| 2015 |                 | 39e              | 47e             |                      | 37e         |  | opgave       |  |                   |
| 2016 |                 | 38e              |                 |                      | 50e         |  |              |  | 193e (UWT)        |
| 2017 |                 | 30e              |                 |                      | 32e         |  |              |  | 260e (UWT)        |
| 2018 |                 |                  |                 |                      |             |  | opgave       |  |                   |

## Ploegen
- 2010 –  Arbö Gourmetfein Wels
- 2011 –  Tyrol Team
- 2012 –  Team Type 1-Sanofi
- 2013 –  Team Argos-Shimano
- 2014 –  Team Giant-Shimano
- 2015 –  Team Giant-Alpecin
- 2016 –  Team Giant-Alpecin
- 2017 –  Team Sunweb
- 2018 –  Groupama-FDJ
- 2019 –  Groupama-FDJ